# Gambit (seriefigur)
Gambit är en av de manliga X-Men, skapad av Chris Claremont och Jim Lee. Hans riktiga namn är Remy Etienne LeBeau och han är en cajun från New Orleans. Innan han gick med i X-Men var han en tjuv i New Orleans Thieves' Guild ("Tjuvgillet" på svenska) och han har inte helt lämnat sin kriminella bana. Han jobbade tidigare också för skurken Mr. Sinister genom att hjälpa denna samla ihop sitt team The Marauders. Marauders var skurkarna som låg bakom den stora mutantmassakern och Gambit höll länge detta hemligt för sina lagkamrater, innan han blev avslöjad av Magneto. Han skäms över det illdåd han gjort och en av anledningarna till att han är med i X-Men är för att gottgöra sitt hemska brott.
Gambits krafter består i att han kan ladda vanlig, icke-organisk materia med kinetisk energi och därigenom göra den explosiv. Normalt sett har han en kortlek som han kastar explosiva kort ifrån. Han har även en utfällbar stav som han kan slåss mycket skickligt med.
Gambit har aldrig blivit ordentligt presenterad vare sig i serier eller på TV. Trots att det spelats in tre X-menfilmer har Gambit inte varit med i någon av dessa. Däremot finns han med i den fjärde filmen X-Men Origins: Wolverine där han spelas av skådespelaren Taylor Kitsch. Även om Gambit ofta tycks komma i skymundan spelar han en mycket viktig roll i gruppen då han trots sin kaxiga attityd är en mycket omtänksam och beskyddande person. I den tecknade TV-serien, liksom i serietidningen, har han mycket starka känslor för en annan X-Man vid namn Rogue. Deras relation kompliceras av att hennes kraft hindrar henne från att vidröra andra utan att skada dem.
Chris Potter har huvudsakligen varit den som gett Gambit röst i de tecknade TV-serierna.